# Фридлендер, Эбергард Давид
Эбергард Давид Фридлендер (нем. Eberhard David Friedländer; 1799—1869) — немецкий экономист и педагог, профессор Дерптского университета по кафедре камеральных наук.

## Биография
Родился в семье купца в Кёнигсберге в 1799 году. Удостоенный в 1824 году Геттингенским университетом степени доктора философии, Фридлендер состоял приват-доцентом в Кёнигсбергском университете, когда, в конце 1828 года, получил приглашение ординарным профессором камеральных наук в Дерптский университет.
Прослужив в Дерпте 25 лет, он вышел вотставку в 1853 году заслуженным профессором с полной пенсией и переселился в Гейдельберг, где и скончался 29 апреля 1869 года.
В сотрудничестве с другими профессорами Э. Д. Фридлендер издавал в Дерпте журнал «Dorpater Jahrbücher für Litteratur, Statistik und Kunst». Фридлендеру принадлежат следующие сочинения: «Das britische Geldsystem, nach den neuesten gesetzlichen Bestimmungen in Kürze wiedergegeben», Königsberg, 1826; «Ueber die rechte Begründung der Staatswirthschaft, über ihr Verhältniss zu den Staatswissenschaften und zur Jurisprudenz», Dorpat, 1829; «Bericht über die Reise nach London zur Weltausstellung:», 1851 (отрывки из этого отчета были напечатаны в «Журнале Министерства народного просвещения»); «Die Theorie des Werthes», Dorp., 1852. 